# 더 해빌런드
더 해빌런드 항공기 유한책임회사(de Havilland, /dəˈhævɪlənd/)는 영국의 항공기 회사이다. 항공기 회사인 에어코를 합병한 소화기 회사 BSA를 1920년에 제프리 더 해빌런드가 인수하여 사업을 시작하였으며, 1964년에 호커 시들리 사에 매각되었다.

## 역사

### 초창기
더 해빌런드의 창업주는 제프리 더 해빌런드이다. 제프리 더 해빌런드는 젊은 시절 항공기에 대해 많은 관심이 있어서 여러 비행기들을 제작하였다. 그러다가 에어코 사에 입사하여 DH 1,2와 같은 전투기와 DH 4와 같은 폭격기 등을 설계하였다. 그는 에어코 사에서 항공기를 설계할 때 그의 이름을 따 DH라는 글자를 항상 항공기 이름 앞에 붙였다. 전쟁이 끝나자 에어코 사는 결국은 파산하게 되었고, 소형 무기를 만드는 브리티시 스몰 암스(BSA)에 인수되었다. 한편 BSA는 항공계에 큰 관심이 없었고, 제프리 더 해빌런드가 BSA의 항공기 쪽을 인수하게 되었다.

### 전성기
제프리 더 해빌런드는 DH.60 '모스'(Moth)라는 기체를 설계하였다. 거기에는 집시 엔진을 탑재하였는데, 이 DH 60 모스는 매우 큰 인기를 얻었다. 값도 다른 비행기에 비해 그리 비싸지 않고 성능도 꽤 좋아서 많이 팔리게 되었고, 더 해빌런드사는 모스 시리즈들을 더욱 더 개발하여 집시 엔진을 얹은 많은 경비행기를 팔게 되었다. 그리고, 1934년에는 호주의 콴타스를 위해 개발한 DH 86 '익스프레스(Express)'가 임페리얼 항공(Imperial Airways)에 의해 매우 좋은 성능을 지닌 것으로 평가되면서 중.단거리를 운항하는 경여객기 주문을 많이 받게 되었다. 그러나 더 해빌런드사는 제2차 세계대전 전까지는 주로 민간기 생산에 초점을 두었기 때문에, 생산된 군용기는 훈련기와 표적기로 사용되었던 DH 타이거 모스 정도였으며, 기타 경비행기, 농약 수송기 등이었다. 군용기로는 아주 개발을 안 한 것은 아니었으나, 더 해빌런드사가 제1차대전과 2차대전 사이에 개발했던 폭격기들은 다른 회사들의 개발안에 밀려 채용되지 못하였다.

### 제2차 세계대전
제2차 세계대전 직전에 더 해빌런드 사는 전체를 나무로 만든 더 해빌런드 DH 91 알바트로스 여객기를 제국항공에 납품하였다. 이 기체의 개발 성공으로 더 해빌런드사는 DH 96과 DH 97을 군수송기와 훈련기로 개발하여 영국공군에 납품하려 하였다. 한편 영국 공군 사업청에서 새로운 중폭격기를 요구하자 더 해빌런드는 여기에서 방어기총을 제거하고 고속의 목제폭격기를 제시했으나 핸들리 페이지 사의 핼리팩스 폭격기와 아브로 사의 맨체스터 폭격기가 채용되었다. 영국공군은 방어기총이 없고 목재로 만든 폭격기는 기총이 있는 금속제 폭격기보다 구식이고 위험하였다고 생각하였다. 하지만, 더 해빌런드 사는 방어기총 등 무게가 나가는 것을 제거하고 오히려 속도를 올려서 전투기보다 더 빠르게 한다면 폭격기라도 충분히 고속으로 스스로를 방어할 수 있다고 여겼으며, 목재는 알루미늄이나 철재같은 전략물자에 속하지 않고 또 가구공장에 하청을 줄 수도 있어서 더 실용적이라고 생각하여 개발을 진행, 영국공군의 고속 정찰기로 개발의뢰를 받았다. 그러나 시제기가 비행했을 때에도 영국공군은 방어기총이 없으면 위험하다고 여겼으며 더 해빌런드 사는 방어기총의 모형을 달아서 속도가 느려진다는 것을 보여주었다.
한편, 전쟁이 끝나기 직전에 더 해빌런드 사는 세계에서 세 번째로 제트 전투기의 개발에 성공하였다. DH 100 뱀파이어가 바로 그것으로, 이 기체는 나중에 여러 가지 파생형이 나와 복좌훈련형, 야간전투기로 개조된 유형도 나오게 되었다. 또한, 전쟁 초기에는 공군측에서 민간기 생산 중단 명령을 내리고 더 해빌런드 사에 타이거 모스 훈련기와 에어스피드 사의 옥스포드 고등훈련기의 생산을 의뢰하기도 하였다.

### 제트여객기 개발과 합병
또한, 빅커스 사와 같은 영국의 다른 회사들은 기존의 프로펠러 여객기에 제트엔진만 달아 시험한 반면, 더 해빌런드 사는 브라바존 위원회의 위원단에 제프리 더 해빌런드가 있어 제트여객기의 개발을 추진할 수 있었고, 더 해빌런드 사가 세계 최초의 상용 제트 여객기인 DH 106 코멧을 개발하게 되었다. 그러나, 초기 코멧은 여압문제가 있어서 공중분해해버리는 일이 있었고, 극초기형의 경우는 주익설계의 미스로 추락하였다. 시험적으로 개발한 DH 108 스패로우 기체는 3대를 만들었는데 모든 기체가 음속돌파중 추락하는 사고가 발생하여 제프리 더 해빌런드의 아들인 제프리 더 해빌런드 2세가 사망하는 사건이 발생하였다. 이렇게 큰 고난을 겪은 더 해빌런드 사는 후일 영국유럽항공이 제시한 빅커스 비스카운트 여객기를 대체하는 안에서 최초의 3발 제트여객기인 DH 121 트라이던트를 개발하는 안을 제시하여 채택되었다. 하지만, 이 기체는 더 해빌런드 사가 1964년 호커 시들리 사에 합병되면서 호커 시들리 사의 HS 121 트라이던트로 납품하게 되었다.

## 개발한 항공기 목록

### 복엽기

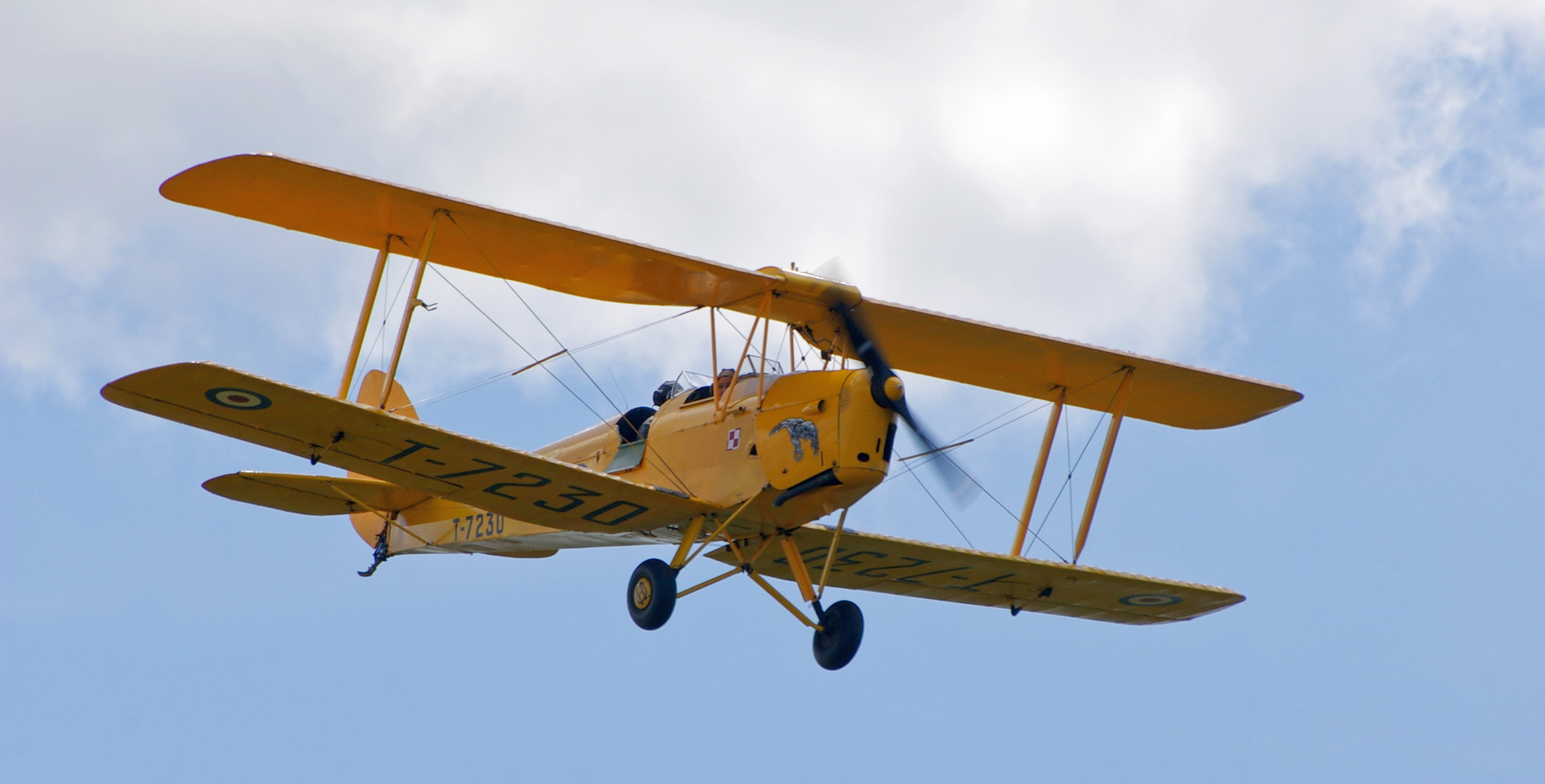
DH 82 타이거모스.

- AIRCO D.H.1
- AIRCO D.H.2
- DH 50
- DH 51
- DH 66
- DH 83
- DH 86
- DH 90
- DH 92

### 프로펠러 여객기/군용기
- DH 88
- 더 해빌런드 알바트로스
- DH 93
- DH 95
- DH 98(모스키토 경폭격기)

### 제트여객기
- 더 해빌런드 DH 106 코멧
- DH 121 트라이던트(합병이후 HS 121 트라이던트)